# Linea della Valsugana
La linea della Valsugana è il principale elemento tettonico della zona del Trentino orientale (Valsugana e Primiero) e dell'Agordino (nella provincia di Belluno).

## Caratteristiche
L'elemento tettonico noto come Linea della Valsugana è attualmente una faglia inversa trascorrente (o meglio, un fascio di faglie) di valenza regionale, che si sviluppa dalla zona a sud del lago di Caldonazzo (TN) e giunge fino in Cadore (BL), passando per passo Brocon, passo Gobbera e passo Cereda, attraversando così l'alta Valsugana, la conca del Tesino, il Primiero e l'Agordino  con direzione prevalentemente WSW – ENE.
Struttura che interessa in profondità il basamento metamorfico del Sudalpino, costituisce una faglia diretta paleozoica riattivatasi successivamente durante l'orogenesi alpina con funzione di faglia compressiva in corrispondenza della quale si è verificato un raccorciamento crostale dell'ordine di diversi chilometri.
Da menzionare che lungo tale fagliazione si trovano alcune importanti mineralizzazioni, un tempo soggette ad intenso sfruttamento (miniere cupro-argentifere di Valle Imperina, in comune di Rivamonte Agordino (BL) e miniere di cinabro di Vallalta e Sagron-Mis, a cavallo fra i comuni di Gosaldo (BL) e Sagron Mis (TN)). 